# Данска на Светском првенству у атлетици на отвореном 2015.
Данска је учествовала на 15. Светском првенству у атлетици на отвореном 2015. одржаном у Пекингу од 12. до 30. августа петнаест пут, односно на свим првенствима до данас. Репрезентацију Данске представљало је троје атлетичара, који су се такмичили у две дисциплине.,
На овом првенству атлетичари Данске нису освојили ниједну медаљу, а оборен је један лични рекорд.
У табели успешности (према броју и пласману такмичара који су учествовали у финалним такмичењима (првих 8 такмичара)) Данска је са једном учесницом у финалу делила 53. место са 5 бодова, од 68 земаља које су имале представнике у финалу. На првенству је учествовало 207 земаља чланица ИААФ.
| Плас. | Земља  | 1. место | 2. место | 3. место | 4. место | 5. место | 6. место | 7. место | 8. место | Бр. финал. | Бод. |
| ----- | ------ | -------- | -------- | -------- | -------- | -------- | -------- | -------- | -------- | ---------- | ---- |
| =53.  | Данска | 0        | 0        | 0        | 1        | 0        | 0        | 0        | 0        | 1          | 5    |

## Учесници
| Дисциплина    | Спортисти    | Спортисти                  |
| Дисциплина    | Мушкарци     | Жене                       |
| ------------- | ------------ | -------------------------- |
| 800 м         | Андреас Бубе | -                          |
| 400 м препоне | -            | Сара Петерсен Стина Троест |

## Резултати

### Мушкарци
| Атлетичар    | Дисциплина | Лични рекорд | Квалификације | Квалификације | Полуфинале           | Полуфинале           | Финале               | Финале        | Детаљи |
| Атлетичар    | Дисциплина | Лични рекорд | Резултат      | Место         | Резултат             | Место                | Резултат             | Место         | Детаљи |
| ------------ | ---------- | ------------ | ------------- | ------------- | -------------------- | -------------------- | -------------------- | ------------- | ------ |
| Андреас Бубе | 800 м      | 1:44,89 НР   | 1:48,94       | 5. у гр. 6    | Није се квалификовао | Није се квалификовао | Није се квалификовао | 36. / 44 (45) |        |

### Жене
| Атлетичарка   | Дисциплина    | Лични рекорд | Квалификације | Квалификације | Полуфинале | Полуфинале   | Финале                | Финале      | Детаљи |
| Атлетичарка   | Дисциплина    | Лични рекорд | Резултат      | Место         | Резултат   | Место        | Резултат              | Место       | Детаљи |
| ------------- | ------------- | ------------ | ------------- | ------------- | ---------- | ------------ | --------------------- | ----------- | ------ |
| Сара Петерсен | 400 м препоне | 53,99 НР     | 55,11         | 4. у гр. 3 КВ | 54,34      | 1 у пф. 2 КВ | 54,20                 | 4. /36 (37) |        |
| Стина Троест  | 400 м препоне | 55,88        | 55,56 ЛР      | 4. у гр. 3 КВ | 56,13      | 5. у гр. 3   | Није се квалификовала | 15 /36 (37) |        |